# 達德利鎮區 (哈斯克爾縣)
達德利鎮區（英語：Dudley Township）為位在美國堪薩斯州哈斯克爾縣的鎮區。2018年美国人口普查中該鎮區人口有1,599人。

## 地理
達德利鎮區涵蓋面積499.32平方（192.79平方英里），海拔905米，境內擁有一座城鎮：薩坦塔。

### 墓園
根據美國地質調查局的資料，此鎮區擁有2座墓園：
- 迦南墓園（Canaan Cemetery）
- 達德利墓園（Dudley Cemetery）

### 機場
- Master Feeders Eleven Incorporated機場

## 人口統計
根據2010年美國人口普查，達德利鎮區人口有1,683人，人口密度為3.37人/平方公里。種族方面，80.57%為白人；0.59%為非裔美洲人；0.59%為美洲原住民；0.53%為亞洲人；0%為太平洋島民；15.21%為其他種族；另外有2.5%為兩個或以上的種族。而西班牙裔美國人或拉丁美洲人佔該鎮區人口的35.29%。

## 外部連結
- US-Counties.com
- City-Data.com （页面存档备份，存于）